# Wappenrecht
Das Wappenrecht ist ein Rechtsgebiet, das sich auf Rechtsnormen bezieht, welche die Annahme, Änderung und Nutzung von Wappen regeln. In Deutschland, Österreich und der Schweiz ist die Nutzung amtlicher Wappen im öffentlichen Recht geregelt. Die Nutzung anderer Wappen (z. B. Familienwappen, Vereinswappen, Bistumswappen) ist hingegen in Deutschland und der Schweiz  nicht explizit per Gesetz geregelt.

## Geschichte
Wappen sind in Europa im 12. Jahrhundert aufgekommen und unterlagen zunächst keiner rechtlichen Normierung.
Sowohl natürliche Personen, vor allem Adelige, als auch Körperschaften (z. B. Kommunen, Hochstifte, Domkapitel, Zünfte) legten sich Wappen meist selbst zu. Diese tatsächlich geübte freie Annahme von Wappen wurde von Juristen wie Bartolo da Sassoferrato mit den römischrechtlichen Grundsätzen der Erlaubtheit zur Änderung des eigenen Namens begründet. Bartolos Position wurde im Mittelalter und in der Frühen Neuzeit umfassend rezipiert.
Wappen natürlicher Personen wurden zu Familienwappen, wenn sie von mehreren Verwandten geführt wurden. Gewohnheitsrechtlich übernahmen (irrig oft: „erbten“) im Mittelalter und bis ins 20. Jahrhundert alle ehelichen Kinder das Wappen des Vaters. Frauen nahmen bei Heirat oft das Wappen ihres Ehemannes an oder kombinierten ihr eigenes Wappen mit dem des Mannes, gaben ihr Wappen aber in der Regel nicht an die eigenen Kinder weiter. Für nichteheliche Kinder bildeten sich verschiedene Gewohnheiten aus; in manchen Regionen führten sie das Wappen des Vaters, in anderen das der Mutter, in wieder anderen kein Wappen. In Frankreich bildete sich im Spätmittelalter die Gewohnheit aus, dass Illegitime das väterliche Wappen, das aber mit einem Bastardfaden versehen wurde, führten und oft auch weitergaben.
Wappen konnten auch zum Gegenstand von Rechtsgeschäften werden und ihre Nutzung testamentarisch oder vertragsweise an Dritte übertragen werden.
Parallel zur freien Annahme konnten Wappen auch verliehen werden: Könige, Kaiser, Päpste und andere Fürsten verliehen oder änderten („besserten“) Wappen, meist auf Wunsch der Wappenführenden. Im Reich hatten auch Hofpfalzgrafen das Recht zur Verleihung von Wappen. Verleihungen und Besserungen von Familienwappen standen oft in einem Zusammenhang mit Erhebungen in den Adelsstand (oder zum Ritter) und wurden ab dem Spätmittelalter in Form von Wappenbriefen beurkundet. Der Briefsteller des Johannes von Gelnhausen (um 1405) enthielt dafür ein eigenes Formular (imperator dat arma et nobilitat). Ein Wappenbrief allein stellt keine Nobilitierung dar, und auch adelige Familien ließen sich Wappen verleihen oder bestätigen. Auch kommunale Wappen wurden oft im Zusammenhang mit der Vergabe bestimmter Privilegien verliehen oder gebessert. Das durch Verleihung erlangte Wappen galt in Konfliktfällen als besser gesichert als das frei angenommene.
Außer der Vergabe beanspruchten Fürsten auch das Recht, Streitfragen rund um Wappen zu entscheiden, insbesondere konkurrierende Ansprüche von Adeligen auf das gleiche Wappen. Das Wappen des Herrschers wurde, insofern es diesen selbst repräsentierte, besonders geschützt. Beleidigungen und Beschädigungen entsprechender Wappendarstellungen konnten in der Frühen Neuzeit als Majestätsbeleidigung mit der Todesstrafe geahndet werden.
Darüber hinaus versuchten Fürsten bzw. Staaten seit dem ausgehenden Mittelalter, die freie Annahme von Wappen einzuschränken. Ab dem späten 15. Jahrhundert entstanden dafür in mehreren westeuropäischen Monarchien Heroldsämter, die neue Wappen prüfen und Konfliktfälle in Bezug auf Wappen regeln sollten. In England führte dies ab dem 15. Jahrhundert zu einer weitgehenden Kontrolle des Wappenwesens durch die Krone, die diese Aufgabe an das 1484 gegründete College of Arms delegierte. Im Reich nördlich der Alpen waren entsprechende Versuche zunächst wenig erfolgreich; in Italien gab es ebenfalls keine zentralen Institutionen, die die Vergabe oder Änderung von Wappen kontrolliert hätte.
Erst in der Frühen Neuzeit wurde die Führung von Wappen auch in den deutschsprachigen Ländern stärker reglementiert. Dazu gehörte die Kontrolle der Annahme neuer Wappen sowie der Schutz staatlicher und adeliger bzw. (in der Alten Eidgenossenschaft) patrizischer Wappen. Die Reichshofkanzlei war dabei nominell für das gesamte Reich zuständig. Institutionen, die spezifisch zur Kontrolle adeliger Wappenführung eingerichtet wurden, scheiterten allerdings wiederholt am Widerstand des Adels (z. B. Oberheroldsamt in Preußen 1706–13 und Reichsheroldenamt in Bayern 1808–25). Der Schutz adeliger Wappen hingegen wurde gesetzlich verankert. So bestimmte zum Beispiel das Allgemeine Landrecht für die Preußischen Staaten (ALR) von 1794: „Niemand darf sich eines adeligen Familienwappens bedienen, welcher nicht zu der Familie gehört, der dieses Wappen entweder ausdrücklich beigelegt ist, oder die dasselbe von alten Zeiten her geführt hat.“ Das richtete sich vor allem gegen nicht-adelige Ehefrauen (im Falle einer Scheidung), nichteheliche Kinder männlicher Adeliger sowie deren Mütter. Auch für bürgerliche Wappen und Namen sah das ALR einen Schutz vor missbräuchlicher Verwendung durch Dritte vor.
Anfang des 20. Jahrhunderts wurden in Deutschland mit der Monarchie auch die gesetzliche Regelung von Wappen, außer in Bezug auf die staatlichen und kommunalen Wappen, abgeschafft; es gibt seither auch keine staatliche Mitwirkung bei der Annahme von Familienwappen mehr. Verschiedene heraldische Vereine haben seit 1918 jeweils eigene wappenrechtliche Ansichten entwickelt, die allerdings keine rechtliche Bindungswirkung haben und teilweise dem Grundgesetz widersprechen.

## Gegenwärtige Rechtslage in Deutschland
Nur die Zulegung und Nutzung amtlicher Wappen ist in Deutschland gesetzlich geregelt. Für andere Wappen sind vor allem die ältere Rechtsprechung und das Gewohnheitsrecht maßgeblich. Dennoch steht das Wappenrecht im Rang nicht hinter dem Gesetzesrecht zurück; es ist „Recht“ i. S. d. Art. 20 Abs. 3 GG und „Rechtsnorm“ i. S. d. Art. 2 Einführungsgesetz zum Bürgerlichen Gesetzbuch (EGBGB).

### Schutz amtlicher Wappen
In Deutschland haben der Bund, die Länder, die allermeisten Kommunen sowie einige andere Körperschaften des öffentlichen Rechts eigene Wappen. Diese Wappen werden von staatlichen Stellen (z. B. Gerichten, Behörden) und Notaren in amtlichen Funktionen geführt.
Die Nutzung amtlicher Wappen ist in Deutschland als Teil des öffentlichen Rechts geregelt.

#### Staatliche Wappen
Der Bund und alle Länder haben eigene Wappen. Einige Länder haben mehrere Fassungen ihres Wappens, z. B. besitzt Bremen ein „großes“, ein „mittleres“ und ein „kleines Staatswappen“ oder Nordrhein-Westfalen ein Landeswappen und ein „vereinfachtes Landeswappen“ (sowie jeweils noch ein nicht als Hoheitszeichen dienendes Wappenzeichen).
Die unbefugte Benutzung des Wappens des Bundes oder eines Landes stellt eine Ordnungswidrigkeit dar (§ 124 OWiG). Das Bundesverwaltungsamt kann die Benutzung des Bundeswappens genehmigen. Die Verunglimpfung des Wappens der Bundesrepublik Deutschland oder eines Bundeslandes wird gem. § 90a StGB bestraft (Verunglimpfung des Staates und seiner Symbole), irreführende Werbung mit einem Wappen nach § 16 UWG. Die widerrechtliche Nutzung eines Wappens zur Kennzeichnung von Waren oder Dienstleistungen wird gem. § 145 MarkenG durch das Bundesamt für Justiz geahndet.
Die Länder regeln die Verwendung ihrer Wappen in eigenen Verordnungen. Dabei differenzieren sie gegebenenfalls zwischen unterschiedlichen Formen des Landeswappen, die von unterschiedlichen Behörden geführt werden dürfen. Notare führen regelmäßig die kleine Form des Staatswappens in ihren Amtssiegeln. Die entsprechenden Verordnungen sehen oft vor, dass das Landeswappen zu künstlerischen, wissenschaftlichen und kunstgewerblichen Zwecken ohne Genehmigung verwendet werden darf.

#### Kommunale Wappen
Beinahe alle Kommunen führen eigene Wappen und nutzen sie als Hoheitszeichen; Kommunen ohne eigenes Wappen führen oftmals in ihren Dienstsiegeln das Landeswappen. Die Annahme und Änderung von Wappen der Gemeinden ist in der jeweiligen Gemeindeordnung geregelt; teilweise ist dafür eine Mitwirkung durch Aufsichtsbehörden vorgesehen. Die unbefugte Benutzung kommunaler Wappen kann landesrechtlich als Ordnungswidrigkeit verfolgt werden (z. B. in Baden-Württemberg nach § 8 LOWiG). Die Gemeindeordnung kann die Verwendung kommunaler Wappen durch Dritte von einer Genehmigung der Gemeinde abhängig machen. Die Gemeinden können die Verwendung ihrer Wappen ihrerseits in Wappensatzungen regeln. In der Vergangenheit ist die Benutzung eines Stadtwappens dann als zulässig erachtet worden, wenn auf diese Weise lediglich werbend auf die Herkunft eines Produktes hingewiesen wird. Im Übrigen bedarf jedoch die Verwendung des Wappens auch in abgewandelter Form der Genehmigung der Körperschaft des öffentlichen Rechts, wobei diese die Benutzung des Wappens allerdings nach billigem Ermessen unter Berücksichtigung des Gleichbehandlungsgrundsatzes im Einzelfall zu genehmigen haben wird, wenn sie anderen Personen die Verwendung des Wappens in der Vergangenheit genehmigt hat.

#### Andere Körperschaften öffentlichen Rechts
Außer den Kommunen führen auch die Landkreise sowie weitere Gebietskörperschaften wie die Bezirke in Bayern und der Bezirksverband Pfalz in Rheinland-Pfalz eigene Wappen; dazu kommen weitere Körperschaften des öffentlichen Rechts wie die Landschaftsverbände in Nordrhein-Westfalen und die Landschaften und Landschaftsverbände in Niedersachsen. Die Wappen sowie ggf. ihre Zulegung und Nutzung werden durch entsprechende Verordnungen der Länder festgelegt (z. B. für die Bayerischen Bezirke in Art. 3 BezO). Auch die Bistümer der römisch-katholischen Kirche, die in Deutschland ebenfalls Körperschaften des öffentlichen Rechts sind, führen Wappen. Viele, aber nicht alle deutschen Universitäten führen eigene Wappen oder wappenähnliche Logos.

#### Wappenzeichen
Einige Länder und Kommunen haben sogenannte Wappenzeichen eingeführt, die dem jeweiligen als Hoheitszeichen geführten Wappen ähneln, aber anders als diese ohne Genehmigung von jedermann genutzt werden dürfen.

#### Wappen von Ortsteilen
Die Wappen von Ortsteilen, insbesondere wenn es sich um ehemals selbständige Gemeinden handelt, werden oft von verschiedenen Gruppen und Institutionen (Vereine, freiwillige Feuerwehr) gebraucht. Insofern die Ortsteile keine juristischen Personen (mehr) sind, handelt es sich nicht um amtliche Wappen. Manchmal werden sie als Ortswappen von kommunalen Wappen unterschieden.

### Amtliche Wappen: Umfang der Nutzungsrechte
Unabhängig von der Frage, ob ein amtliches Wappen als Werk der bildenden Künste gem. § 2 Abs. 1 Nr. 4 UrhG zu den schutzfähigen eigenschöpferischen Leistungen von ausreichender Gestaltungshöhe gehört spricht der Verwendungszweck dafür, dass dem Auftraggeber von dem Künstler ein umfassendes Nutzungsrecht an dem Hoheitszeichen eingeräumt wird.
Schon das Badische Oberlandesgericht Karlsruhe hatte am 18. Oktober 1933 die Klage eines Grafikers abgewiesen, der das Wappen der Republik Baden entworfen hatte. In der Berufungsbegründung hieß es: „Nach dem Urteil des Landgerichts soll die Reichsdruckerei nicht einmal das Wappen des badischen Staates abdrucken dürfen und einem Privatmann das Urheberrecht am badischen Staatswappen zustehen und der badische Staat nur eine Lizenz an seinem eigenen Wappen haben. Eine solche Ansicht ist unerträglich.“
Die Besonderheit der bestimmungsgemäßen Nutzung eines Werkes als Hoheitszeichen führt auch in der bundesdeutschen Rechtsprechung zu der Annahme, dass dem Hoheitsträger die umfassenden ausschließlichen Nutzungsrechte daran eingeräumt werden müssen. „Aus der Zwecksetzung zur Nutzung als Hoheitszeichen ergibt sich das berechtigte Interesse des Landes, über den Entwurf als Landeswappen frei von Rechten Dritter verfügen zu können. Das beruht auf dem von der Verfassung vorausgesetzten Recht des Staates, sich zu seiner Selbstdarstellung solcher Symbole zu bedienen. Nur dem Land steht deshalb die Befugnis zu, über die Verwendung des Landeswappens zu entscheiden. Mit dem exklusiv der öffentlich-rechtlichen Körperschaft zugewiesenen Nutzungszweck wäre es unvereinbar, wenn der mit der Erstellung eines Entwurfes beauftragte Künstler bei der Ablieferung seines Werkes einzelne Nutzungsrechte – etwa zu einer Nutzung im kommerziellen Bereich – zurückbehalten könnte.“ Das umfassende Nutzungsrecht des Landes umfasst auch eine sog. Gemeinfreierklärung für ein abgeleitetes Symbol, durch dessen Verwendung die interessierten Teile der Bevölkerung ihre Verbundenheit mit dem Land zum Ausdruck bringen können.
Für das exklusive Nutzungsrecht kann der Urheber eine angemessene Vergütung vereinbaren, auch wenn der Hoheitsträger aus der Verwendung des Landeswappens keine wirtschaftlichen Vorteile erzielt. Es ist jedoch allgemein unüblich, bei der Abbildung staatlicher Hoheitszeichen und von Wappen den Urheber des Entwurfs anzugeben (§ 13 UrhG). Wird ein Wappen im Sinne eines Zitats (§ 51 UrhG) in einer selbständigen Veröffentlichung  wiedergegeben, bedarf es demnach keiner Quellenangabe.
Wappen kann es im Übrigen allein wegen zahlreicher Gestaltungsvorgaben des Auftraggebers und historischer Vorbilder an einer geschützten Gestaltungshöhe fehlen.

So setzt sich etwa das Wappen der Gemeinde Eckartshausen aus zwei vorvorhandenen Motiven zusammen, dem Fränkischen Rechen und dem Balkenwappen der Ysenburger. Der Kombination der beiden Motive zu einem neuen Wappen nach heraldischen Gepflogenheiten mangelt jedoch die Schöpfungshöhe.

Mangelnde Schöpfungshöhe
Fränkischer Rechen
Eckartshausen
Ysenburger

### Gemeinfreiheit amtlicher Wappen
Ob Wappen amtliche Werke und damit nach § 5 UrhG gemeinfrei sind, ist umstritten. Dafür spreche die Veröffentlichung in amtlichen Werken. In den Diskussionen wird auch auf ein Urteil des OLG Köln verwiesen, das in einem obiter dictum geäußert hatte, dass auch nichtsprachliche Werke amtliche Werke sein könnten und dabei auch Wappen „in Betracht“ kämen. Es gibt auch mindestens einen Fall, in denen eine Stadt zwar kein kommunales Wappen, aber das „Wappenbild und die Blasonierung“ des Ortswappens eines Stadtteils bei der amtlichen Veröffentlichung ausdrücklich und unter Verweis auf  § 5 Abs. 1 [sic] UrhG als amtliches Werk bezeichnet hat.
Die Kommentarliteratur hingegen hält amtliche Wappen nicht für gemeinfrei. In der Rechtsprechung wird nämlich §5 Abs. 2 UrhG eng ausgelegt. Dagegen, dass amtliche Wappen immer gemeinfrei sind, wird folgendes angeführt: Zwar können auch nichtsprachliche Werke amtliche Werke im Sinne der Vorschrift sein. Wappen gehören aber nach der Begründung zum Entwurf eines Gesetzes über Urheberrecht und verwandte Schutzrechte nicht zu den nach § 5 Abs. 2 UrhG urheberrechtlich ungeschützten „anderen amtlichen Werken, die im amtlichen Interesse zur allgemeinen Kenntnisnahme veröffentlicht worden sind“, weil ein amtliches Veröffentlichungsinteresse nur dann vorliege, wenn von der Öffentlichkeit aufgrund der Information eine bestimmte Verhaltensweise, nämlich etwas zu tun oder zu unterlassen, erwartet bzw. ermöglicht wird. Das ist beispielsweise bei einer behördlichen Karte von der Meeresküste der Fall, in der die für Badende gefährlichen Stellen besonders bezeichnet sind, bei amtlichen Verkehrszeichen oder bei amtlichen Broschüren über Renten-, Sozialversicherungs- und Steuerfragen. An Wappen hingegen ist ebenso wenig wie an Banknoten, Münzen oder Postwertzeichen die Erwartung an ein bestimmtes Verhalten des Bürgers geknüpft. Die amtliche Bekanntmachung von Banknoten, Münzen, Postwertzeichen, Wappen oder sonstigen künstlerisch gestalteten Hoheitszeichen oder von Bauentwürfen und Modellen für die Stadtplanung führt nicht zu einer Gemeinfreiheit, weil ihnen als bloß informatorischen Äußerungen der rechtliche Regelungscharakter fehlt. Besonders hervorzuheben ist hier die Einordnung der Postwertzeichen, welche unter Berufung auf ein LG-Urteil von 1987 als amtliche Werke und damit gemeinfrei galten, bis ein anderes LG 2012 gegensätzlich dazu („Loriot-Urteil“) feststellte, dass Briefmarken keine amtlichen Werke im Sinne von § 5 Abs. 2 UrhG seien.
Unstrittig ist, dass die Verordnungen, in denen die Blasonierung amtlicher Wappens veröffentlicht wird, amtliche Werke und damit  nach § 5 Abs. 1 UrhG gemeinfrei sind. Bei vielen historischen Wappen oder solchen, die keine hinreichende Schöpfungshöhe aufweisen, ist ebenfalls unstrittig, dass sie nicht vom Urheberrecht geschützt werden. Für viele Verwendungen von Wappen ist zudem das Urheberrecht nicht entscheidend, weil z. B. das Zitatrecht greift.

### Schutz von Familienwappen
Die Annahme, Änderung und Führung von anderen als amtlichen Wappen ist in Deutschland seit dem Ende der Monarchie 1918 nicht mehr eigens gesetzlich geregelt; es gibt auch keine staatliche Verleihungen, Änderungen oder Bestätigungen von Familienwappen mehr. Das Recht zur Annahme und Führung eines Wappens steht jeder rechtsfähigen Person zu, vorausgesetzt, es werden keine fremden Rechte verletzt. Die Annahme eines Wappens erfolgt durch (formlose) Stiftung, das heißt die einseitige Erklärung, ein bestimmtes, von einem Heraldiker oder selbst entworfenes Wappen, solle das eigene sein. Es bedarf keiner behördlichen oder gerichtlichen Mitwirkung.
Heraldische Vereine bieten an, alte oder neue Familienwappen gegen Gebühr in den jeweils von ihnen geführten Wappenrollen zu registrieren. Gedruckte oder elektronische Publikationen dieser Register erleichtern den Nachweis, wer wann welches Wappen angenommen hat. Die Vereine machen die Aufnahme regelmäßig von selbstgewählten Bedingungen abhängig, insbesondere der Beachtung heraldischer Regeln und der Vermeidung der Annahme bereits existierender Wappen. Bei der Registrierung soll der Stifter eines Wappens auch erklären, welche weiteren Personen führungsberechtigt sein sollen. Nach 1945 war es dabei üblich, die Wappenführung auf eheliche Nachkommen in männlicher Linie („Mannesstamm“) zu beschränken. Die entsprechenden Klauseln sind jedoch nichtig, da sie gegen das Gleichbehandlungsgebot des Art. 3 Abs. 1, 2 GG verstoßen. Aktuell (seit etwa 2015) bieten die heraldischen Vereine in Deutschland verschiedene Formulierungen an, die die Führung eines Wappens auf alle Nachkommen des Stifters oder auf alle Nachkommen, die den gleichen Familiennamen wie der Stifter führen („Namenstamm“), ausdehnen.

### Privatrechtlicher Schutz analog Namensrecht
Wappen genießen laut Rechtsprechung Schutz analog zu dem des Namens nach § 12 Bürgerliches Gesetzbuch (BGB):

„Wird das Recht zum Gebrauch eines Namens dem Berechtigten von einem anderen bestritten oder wird das Interesse des Berechtigten dadurch verletzt, dass ein anderer unbefugt den gleichen Namen gebraucht, so kann der Berechtigte von dem anderen Beseitigung der Beeinträchtigung verlangen. Sind weitere Beeinträchtigungen zu besorgen, so kann er auf Unterlassung klagen.“

Daraus folgt, dass auch bei unberechtigter Führung eines bestehenden Wappen der Berechtigte auf Unterlassung klagen kann. Dies gilt auch für die Verwendung ähnlicher und mit dem Originalwappen verwechselbarer Wappen. Nach einer anderen Auffassung genießt das Wappenrecht als historisches Fossil keinen Schutz durch § 12 BGB. Insgesamt ist die analoge Anwendung von § 12 BGB auf Wappen heute aber gefestigte Rechtsüberzeugung.
Damit dem Wappen der Schutz des § 12 zukommt, muss das Wappen individualisierende Unterscheidungskraft aufweisen und damit zur namensmäßigen Kennzeichnung geeignet erscheinen oder es muss eine besondere Verkehrsgeltung haben. Das LG Karlsruhe hat deutlich gemacht, dass nur bestimmte Verwendungen einen Gebrauch im Sinne von § 12 BGB darstellen:

„Ein Gebrauchmachen im Sinne des § 12 BGB ist in diesen Fällen jedoch nur dann anzunehmen, wenn durch die Verwendung des Wappens im Verkehr der Eindruck entsteht, der Wappenträger habe dem Benutzer ein Recht zur entsprechenden Verwendung gegeben; ein derartiger Fall liegt etwa dann vor, wenn das Wappen zur Ausstattung von Waren oder sonst zur geschäftlichen Kennzeichnung benutzt wird (vgl. dazu  und )“

Der Schutz analog zum Namensrecht gilt sowohl für Wappen, deren Verwendung im öffentlichen Recht geregelt ist, als auch für alle anderen Wappen, also auch Familienwappen. Bislang musste sich die Rechtsprechung in der Bundesrepublik allerdings noch nicht mit konkurrierenden Ansprüchen auf Familienwappen auseinandersetzen.

## Gegenwärtige Rechtslage in Österreich

### Amtliche Wappen
Die Republik Österreich, die Bundesländer, Bezirke und Gemeinden führen eigene Wappen. Das Führen des Staatswappens ist dabei nur von den hierzu laut Wappengesetz Berechtigten gestattet. Allerdings ist die „Verwendung“ der Abbildungen von Hoheitszeichen der Republik Österreich allgemein gestattet:

„Die Verwendung von Abbildungen des Bundeswappens, von Abbildungen der Flagge der Republik Österreich sowie der Flagge selbst ist zulässig, soweit sie nicht geeignet ist, eine öffentliche Berechtigung vorzutäuschen oder das Ansehen der Republik Österreich zu beeinträchtigen.“

Eine Staatliche Auszeichnung des Bundesministers für Wirtschaft verleiht etwa 1400 Unternehmen und Ausbildungsbetrieben das Recht, im geschäftlichen Verkehr den Bundesadler zu führen.
Die österreichischen Länder legen ihre Wappen und deren Verwendung in eigenen Gesetzen fest, insbesondere die Verwendung durch einzelne Behörden. Viele Verwendungen der Landeswappen durch Dritte sind aber erlaubt, solange das „Ansehen des Landes“ gewahrt bleibt; das Tiroler Landeswappengesetz legt zum Beispiel fest:

„Die würdige Verwendung des Landeswappens ist unter Wahrung des Ansehens des Landes Tirol jedermann gestattet.“

In ähnlicher Weise ist auch die Verwendung von Gemeindewappen einerseits als Hoheitszeichen strikt reglementiert, andererseits eine Verwendung durch Dritte in vielen Fällen erlaubt:

„(1) Die Verwendung des Gemeindewappens ist unter Wahrung des Ansehens der Gemeinde allgemein gestattet.
(2) Wer beabsichtigt, das Gemeindewappen zu verwenden, hat dies der Gemeinde unter Angabe des Verwendungszwecks anzuzeigen. Das Gemeindewappen darf im Sinn des Abs. 1 verwendet werden, sofern die Verwendung nicht innerhalb von vier Wochen ab dem Einlangen der Anzeige beim Gemeindeamt vom Gemeindevorstand untersagt wird.“

### Familienwappen
In Österreich wurde bis zum Untergang der Monarchie im Jahr 1918 das Recht zur Führung adeliger Wappen durch die Patente vom 1. März 1631, 19. Jänner 1765, 28. November 1826 und 26. Juli 1833 geschützt und geregelt. Mit dem Adelsaufhebungsgesetz vom 3. April 1919 wurden in Österreich der Adel, seine äußeren Ehrenvorzüge und die damit im Zusammenhang stehenden Titel und Würden österreichischer Staatsbürger aufgehoben (§ 1). „Die Führung dieser Adelsbezeichnungen, Titel und Würden ist untersagt.“ (§ 2) Mit der Vollzugsanweisung […] vom 18. April 1919, über die Aufhebung des Adels und gewisser Titel und Würden wurden mit dessen § 2 die alten Rechte aufgehoben.
Damit, dass laut dieser Vollzugsanweisung das „Recht zur Führung hergebrachter Wappennamen und adeliger Beinamen“ sowie das „Recht zur Führung von Familienwappen, insbesondere auch der fälschlich ‚bürgerlich‘ genannten Wappen“ abgeschafft wurden, wurde zum einen die Führung der Familienwappen verboten. Zugleich bedeutete die neue Rechtslage, dass nichtamtliche Wappen keinen wie immer gearteten Schutz mehr genossen. Nach Meinung des Tiroler Landesarchives zeige sich daraus entstehend die Praxis milder, womit „dem irrtümlichen oder bewussten Missbrauch von Familienwappen, die gleichsam als solche ausgegraben und entdeckt werden, Tür und Tor geöffnet“ sei.
Die damaligen Wappen haben im geltenden bürgerlichen Recht auch heute noch Beweiskraft, wo sie zum Beispiel gemäß § 854 ABGB auf bestehenden Grenzzeichen bei Grundstücksteilungen und bei Grenzmauern benachbarter Grundstücke dargestellt sind.

### Judikatur
Im Jahr 1994 hatte der Oberste Gerichtshof ein zivilrechtliches Verfahren mit deutschem Auslandsbezug nach § 13 IPR-Gesetz zu entscheiden, mit dem er in Analogie zu § 43 ABGB eine Gesetzeslücke geschlossen hat:
Der in dem Verfahren deutsche Kläger erwarb 1977 in Österreich neun Zehntel eines Grundstücks mit dem darauf stehenden Hotel und 1984 den restlichen Anteil. In dieser Zeit ließ er in Stockwerksgröße auf einer Gebäudeseite das einem Vorfahren im Jahr 1631 verliehene Familienwappen anbringen und führte sein Wappen auch in der Werbung für das Hotel. Im März 1985 verkaufte er die Liegenschaft „wie sie derzeit liegt und steht samt allem rechtlichen und faktischen Zubehör, soweit dies mit der Liegenschaft fest verbunden ist“ an ein liechtensteinisches Unternehmen. Nachdem über dessen Vermögen ein Anschlusskonkurs eröffnet wurde, veräußerte der Masseverwalter diese Liegenschaft an den im gegenständlichen Zivilverfahren Beklagten „mit allen mit dieser Liegenschaft verbundenen Rechten, Befugnissen und Pflichten, sowie samt allem rechtlichen und tatsächlichen Zubehör“, der „seither das – mit keinem schlechten Ruf behaftete – Hotel“ führte. Mit dem Hotel übernahm der neue Besitzer auch einen größeren Motivteppich mit dem deutschen Familienwappen des früheren Eigentümers und legte diesen im Hotelfoyer aus. Der Beklagte nutzte sohin das Motiv des Wappens nicht nur mit diesem Teppich im Foyer, sondern auch neben der Etablissementbezeichnung und der Adresse auf dem Briefkopf seines Geschäftspapiers, in Werbeprospekten und auf Ansichtskarten.
Beide Vorinstanzen wiesen das Klagsbegehren ab: Das Erstgericht ging im Wesentlichen von der Erwägung aus, „daß es keinen ‚abstrakten‘ Wappenschutz gebe“ und auch keine „nur ideelle Beeinträchtigung der klägerischen Rechte […] vorliege, weil eine Beziehung der beklagten Partei zum Kläger durch den Wappengebrauch nach außen nicht erweckt werden könne“. Das Berufungsgericht wies die Klage hingegen im Wesentlichen mit dem Argument ab, „daß der beklagten Partei nicht bekannt gewesen sei, daß es sich um das Familienwappen des Klägers handle und sie das Wappen berechtigterweise benütze.“ Der OGH gab mit 6 Ob 649/93 im März 1994 der Revision nicht statt und sah diese, von der zweiten Instanz wegen des Fehlens von Rechtsprechung zur Frage des Wappenschutzes in Österreich zugelassene, Revision des Klägers als nicht berechtigt an.
Aus der OGH-Entscheidung ergeben sich einschlägig folgende zwei wesentliche Rechtssätze:
- „Für den Schutz eines deutschen Familienwappens gegen Beeinträchtigungen ist wegen Vorliegens einer zweifellos ungewollten Gesetzeslücke die Regelung des § 43 ABGB analog anzuwenden.“
- „Analog dem Namensrecht ist (wegen Fehlens einer ausdrücklichen Kollisionsnorm für den Schutz eines Familienwappens) auch für das Wappenrecht als Persönlichkeitsrecht nach § 13 Abs 1 IPRG aufgrund des Personalstatuts des Klägers, eines deutschen Staatsangehörigen, sowohl die Anwendung deutschen Rechts als auch das in dieser Rechtsordnung aus dem Wappenschutz abgeleitete Recht zur Führung eines Familienwappens zu bejahen. In analoger (§ 7 ABGB) Anwendung des § 13 Abs 2 IPRG ist aber der Schutz des deutschen Wappenrechts nach österreichischem Sachrecht zu beurteilen, weil die behaupteten Eingriffshandlungen in dieses Recht in Österreich erfolgten.“

## Gegenwärtige Rechtslage in der Schweiz

### Amtliche Wappen
In der Schweiz führen der Bund und andere Gebietskörperschaften (Kantone, Bezirke, Kreise und Gemeinden) amtliche Wappen. Das Bundesgesetz zum Schutz öffentlicher Wappen und anderer öffentlicher Zeichen (WSchG) legt Fahne und Wappen der Schweiz fest und regelt den Gebrauch in- und ausländischer amtlicher Wappen in der Schweiz. Die Wappen der anderen Gebietskörperschaften werden durch kantonales Recht bestimmt. Grundsätzlich dürfen amtliche Wappen nur von den jeweiligen Körperschaften oder mit deren Zustimmung geführt werden; das WSchG erlaubt aber in Artikel 8 ausdrücklich die Abbildung staatlicher und kommunaler Wappen unter anderem in wissenschaftlichen Werken und zur „Ausschmückung von Festen“.

### Andere Wappen
Für andere Wappen gibt es in der Schweiz keine ausdrücklichen gesetzlichen Regelungen. Das betrifft vor allem die weit verbreiteten Familienwappen (die Schweizerischen Universitäten und die meisten Bistümer in der Schweiz führen keine Wappen). Jedermann ist berechtigt, ein Wappen anzunehmen und zu führen. Wappen unterliegen den üblichen Bestimmungen des Urheberrechts. Zusätzlich gehört das Wappen zu den von Art. 28 Zivilgesetzbuch geschützten Persönlichkeitsrechten und es ist ihm deshalb derselbe Schutz angedeihen zu lassen, den das Gesetz dem Namen gewährt.

## Kommentare
- Peter Bassenge, Beck’sche Kurz-Kommentare, Palandt, Bürgerliches Gesetzbuch, 57. Auflage, München 1998.
- Franz Jürgen Säcker (Hrsg.): Münchener Kommentar zum Bürgerlichen Gesetzbuch, Band 1, Allgemeiner Teil, 3. Auflage, München 1993.
- Herbert Roth (Hrsg.): J. von Staudingers Kommentar zum Bürgerlichen Gesetzbuch mit Einführungsgesetz und Nebengesetzen, § 12, 13. Auflage, Berlin 1995.

## Urteile aus Deutschland, Österreich und der Schweiz
- Reichsgericht, Urteil vom 07.05.1880 („Missheirat“) = RGZ 2, S. 145 Digitalisat.
- Reichsgericht, Urteil vom 22.10.1881 (Name und Wappen eines unehelichen Kindes) = RGZ 5, S. 171. Online.
- Reichsgericht, Urteil vom 27.05.1909 (Anwendbarkeit § 12 BGB?) = Rep. IV 557/08 = RGZ 71, S. 262. Digitalisat.
- Bundesgericht (Schweiz), Entscheid vom 04.12.1919, BGE 45 II 623. (Rechtsschutz des Familienwappens – Verhältnis zwischen Wappenschutz und Namensschutz – Einspruch wegen Verwendung des Wappens als Geschäftszeichen).
- OLG Schleswig-Holstein, Urteil vom 14.04.1972, 6 U 68/71 = Schleswig-Holsteinische Anzeigen, Justizministerialblatt für Schleswig-Holstein für das Jahr 1972, 219.
- OLG Hamburg, Urteil vom 04.05.1972 - 6 U 167/71 = OLG Hamburg, OLGE 3, 89; Staudinger/Weick/Habermann, BGB (1995), § 12 Rdn. 222.
- Bundesgerichtshof, Urteil vom 19.05.1976, I ZR 81/75 (Schutz nach § 12 BGB für Vereinsembleme ohne Verkehrsgeltung). Online.
- Bundesgerichtshof, Urteil vom 23.09.1992, I ZR 251/90 (Schutz nach § 12 BGB für Siegel einer juristischen Person). Online.
- Oberster Gerichtshof (Österreich), Entscheidung vom 10.03.994, OGH 6 Ob 649/93: Rechtssätze und Entscheidungstext zu 6 Ob 649/93 im Rechtsinformationssystem des Bundes (RIS).
- LG Karlsruhe, Urteil vom 23.11.1998, 10 O 286/98 (Schutz nach § 12 BGB für kommunales Wappen abhängig von Eindruck der Genehmigung). Online (Memento vom 23. Oktober 2012 im Internet Archive).
- OLG Köln, Urteil vom 5. Mai 2000 – 6 U 21/00 („Bundeshenne“; amtliche Werke nicht unbedingt sprachlich) = NJW 2000, 2212. Online.
- Bundesgerichtshof, Urteil vom 28.03.2002, I ZR 235/99 = BGHZ 119 S. 237 (Nutzung eines Stadtwappen durch eine Zeitung). Online.